# Dez Fafara
Bradley Dez Fafara (Santa Barbara, Kalifornija, 12. svibnja 1966.) je pjevač sastava DevilDriver i bivši pjevač sastava Coal Chamber.

## Privatni život
Dez je oženjen i ima tri sina. Njegova žena se zove Anahstasia, a njegovi sinovi se zovu Tyler, Simon i Kaleb. Na coveru albuma Chamber Music Coal Chambera je slika njegove žene, a na istom albumu je i pjesma "Tyler's song" posvećena njegovom sinu Tyleru. Devetogodišnji Simon je nedavno bio back vokal na Devildriverom trećem albumu The Last Kind Of Words, na pjesmi "Tirades Of Truth" grovlajući zajedno s ocem zadnja dva stiha refrena.
Dez je veliki ljubitelj vina.

## Karijera

#### S Coal Chamberom
Dez je s Coal Chamberom izdao ukupno pet albuma. Osim albuma Coal Chamber, Chamber Music i Dark Days, a izdali su i Giving the Devil His Due (album remikseva i neobjavljenih pjesama) i The Best of Coal Chamber.
Coal Chamber se raspao kratko nakon što je Dez osnovao DevilDriver. Dez odbija pričati o njegovoj karijeri u Coal Chamberu, iako je rekao kako mu nedostaje pjevanje uživo nekih Coal Chamber pjesama.

#### S DevilDriverom
Trenutačno je s DevilDriverom izdao 5 albuma, DevilDriver, The Fury of Our Maker's Hand, The Last Kind Words, Pray for Villains i Beast. DevilDriver je 2008. bio nominiran za Golden God Award za najbolji novi metal sastav.

#### Suradnje
Dezove pjesme su se pojavile na ukupno 12 soundtrack albuma, uključujući "Resident Evil Apocalypse" i "Scream 3". Na "Roadrunner Records" kompilaciji "Roadrunner United" (kompilacija za njihovu 25. godišnjicu). Pjevao je na pjesmi "Baptized In Redemption" s Dinom Cezaresom (ex-Fear Factory), Andreasom Kisserom (Sepultura), Paulom Grayom (Slipknot) i Royom Mayorgom (Stone Sour). 
S Ozzyem Osbournom je snimio preradu pjesme "Shock the Monkey" od Petera Gabriela, s Nikki Sixom je snimio pjesmu "Where Is God Tonight?" i s Philom Anselmom (Pantera) na ranom side projektu Viking Crown.

## Tetovaže
Dez ima puno tetovaža, a najpoznatije su Devildriverov logo na nadlaktici, Coal Chamberov logo na podlaktici, "Nightmare Before Cristmas" tetovaža na prsima i na vratu natpis "My God has horns" i 66.